# Maria Micșa
Maria Micșa, férjezett nevei Mosneagu, majd Macoviciuc (Temesvár, 1953. március 31. –) olimpiai bronzérmes román evezős.

## Pályafutása
1972-ben Európa-bajnoki arany-, 1973-ban ezüstérmet nyert a négypárevezős tagjaként. Az 1976-os montréali olimpián bronzérmet szerzett társaival. 1977-ben és 1980-ban világbajnoki ezüstérmes lett.

## Sikerei, díjai
- Olimpiai játékok – négypárevezős
  - bronzérmes: 1976, Montréal
- Világbajnokság – négypárevezős
  - ezüstérmes: 1977 (négypárevezős), 1980 (könnyűsúlyú egypárevezős)
- Európa-bajnokság – négypárevezős
  - aranyérmes: 1972
  - ezüstérmes: 1973